# Lävågor

Vid lävågens topp bildas linsformiga moln.

Lävågor, även stående vågor, är en form av uppvindar som bildas bakom stora berg när det blåser i vissa riktningar.
Fenomenet uppstår vid vindskapade tryckskillnader mellan fram- och baksidan av berget. Luftmassan bakom berget väger mindre genom uppkommet undertryck. Gravitationen och gaslagarna inverkar på sådant sätt att lufttrycket utjämnas. Därvid stiger den lätta luften i formen av en stående våg.
Man kallar även fenomenet gravitationsvågor, ej att förväxla med de gravitationsvågor fysikerna försöker upptäcka från händelser i universum. Dessa lävågor når mycket högt. Segelflygplan kan nå upp till över 15000 meter . Lävågorna upphör inte där, utan de kan röra sig ända upp i jonosfären. Många flygpassagerare har känt av lävågor som kraftiga luftgropar vid flygningar över bergskedjor såsom Alperna, Himalaja och Klippiga bergen.